# Groß Muckrow

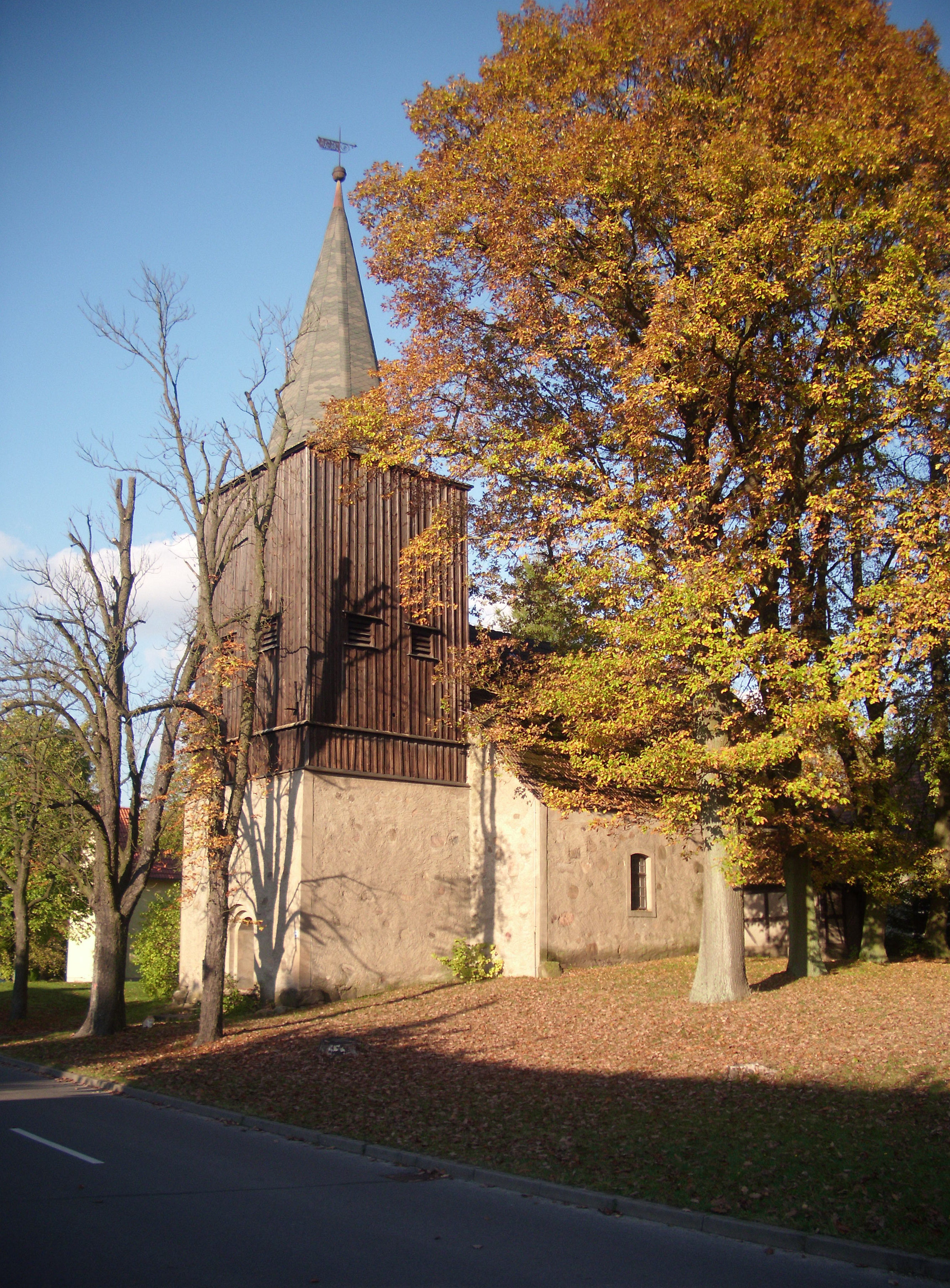
Kirche

Groß Muckrow (niedersorbisch Mokrow) ist seit dem 26. Oktober 2003 ein Ortsteil der Stadt Friedland in Brandenburg und hat 320 Einwohner. Das Dorf liegt ca. 80 km von Berlin entfernt zwischen Eisenhüttenstadt im Osten und Beeskow im Westen.

## Namensdeutung
Die Ersterwähnung von Mockro im Stiftsmatrikel des Bistums Meißen, Sedes Beeskow war 1346. Groß Muckraw (1551), auch in dem 1731 erwähnten Mokaṙ bezieht sich der Name auf das altsorbische mokry = nass, feucht, wahrscheinlich, weil der Ort in einer feuchten Gegend angelegt wurde.

## Umgebung
Zu Groß Muckrow gehören drei Seen: Krügersee, Rähdensee und Möschensee. Diese stehen als Fauna-Flora-Habitat auf einer Fläche von 219,18 ha unter Schutz. Hier finden Fischotter und Große Moosjungfer ihren Lebensraum.
Das Dorf liegt auf einem Berg, ist von Wald umgeben und gehört zum Einzugsbereich des bei Radfahrern beliebten Naturparks Schlaubetal.

## Kirche
Die erste Kirche soll bereits im Jahre 1300 im Ort gestanden haben, jedoch wurde sie 100 Jahre später bei einem Brand vernichtet. Die neue Kirche wurde als Feldsteinbau in der gotischen Zeit Anfang des 15. Jahrhunderts errichtet. Sie erhielt 1679 eine Empore, welche 1853 erweitert wurde, sowie eine Tonnendecke. Der Turm wurde 1767 umgebaut, in ihm läutete die alte Glocke von 1640 bis in das Jahr 1916. Dann wurde sie zur Materialgewinnung im Ersten Weltkrieg ebenso abgegeben, wie die Prospektpfeifen der Orgel. Eine Glocke aus Stahl ersetzte ab 1923 die fehlende Glocke, die Pfeifen wurden mit Zinkpfeifen ersetzt. Der hölzerne Kanzelaltar stammt noch aus der Zeit um 1780. Im Jahre 1936 erfolgte die Turmeindeckung mit Holzschindeln, 1952 die Innenrenovierung. In den Jahren 1986 bis 1989 wurde die Kirche vollständig saniert.
Die Orgel soll im Jahr 1820 aus Mitteln eines Soldaten der napoleonischen Befreiungskriege angeschafft worden, und, da sie nicht passte, umgebaut worden sein. Vermutlich wurde sie vor 1800 erbaut, die Besonderheiten ihres Aufbaues lassen auf kammermusikalische Klangvorstellungen schließen. Naheliegend ist daher der Orgelbauer Johann George Gast aus Bahro als Erbauer der Instrumentes.
Sie ist mit einer mechanischen Schleiflade ausgestattet.
Manual C.D-c’’’, Gemshorn 8’, Gedackt 8’, Flöte 8’, Principal 4’, Kleingedackt 4’, Quinte 3’, Oktave 2’, Spitzflöte 1’, Quinte 1½’, Mixtur 3-fach, 2 Zimbelsterne, Sperrventil
Die Orgel wurde mehrfach restauriert, von 1984 bis 1990 durch den Potsdamer Orgelbauer Hans-Bertram Scheffler und Markus Roth aus Goyatz. Letzterer beendete die Restauration 1996. Die Orgel ist eine der historisch bedeutendsten im Landkreis Oder-Spree und voll bespielbar.
Die Kirche steht auf der Liste der Bauwerke des Denkmalschutz.

## Naturdenkmal
An der Kirche steht ein 1750 gepflanzter Maulbeerbaum. Die Förderung der Seidenraupenzucht war Friedrich II. sehr wichtig. Es gab staatlichen Preisgarantien und die kostenlose Abgabe des Baumsamens sowie der Eier des Seidenspinners, finanzielle Starthilfen und Prämien. In den Dörfern übernahmen meist Pfarrer und Lehrer die Pflege, da sie dafür qualifiziert wurden. Sie gaben ihr Wissen an andere interessierte Gemeindemitglieder weiter. Der Aufwand war jedoch im Verhältnis zum Gewinn erheblich, so dass mit dem Tod des Königs die Seidenproduktion trotz der Subventionen einbrach. Nur wenige Bäume sind aus dieser Zeit erhalten, daher steht er unter Naturschutz. Am Baum befindet sich eine „Naturschutzeule“.

## Persönlichkeiten
- Arthur Bonus (* 21. Januar 1864; † 6. April 1941), war bis zu seiner Pensionierung im Jahre 1904 Pfarrer in Groß Muckrow und ein theologischer Autor.
- Beate Bonus, geborene Jeep (* 28. Oktober 1865; † 22. Februar 1954), Malerin und Schriftstellerin. Gemeinsam mit ihrem Ehemann Arthur Bonus schrieb sie „Das Olafbuch“, Verlag F. Thienemann 1925. Einzelwerke waren u. a. „Malergeschichten“, Verlag Grunow 1901, „Hein“, Verlag Gebauer-Schwetschke 1911.[9] Ihre Freundin Käthe Kollwitz hielt sich häufiger im Pfarrhaus Groß Muckrow auf.
- Gottfried Koehn (* 16. Januar 1948 in Groß Muckrow), deutscher Politiker (SPD) und Mitglied im Landtag von Sachsen-Anhalt (1998–2002)